# Supermarine Type 224
Supermarine Type 224 là một loại máy bay tiêm kích của Anh, do kỹ sư R.J. Mitchell của hãng Supermarine thiết kế.

## Tính năng kỹ chiến thuật (Supermarine Type 224)
Dữ liệu lấy từ Supermarine Aircraft since 1914.
Đặc điểm tổng quát
- Kíp lái: 1
- Chiều dài: 29 ft 5¼ in (8,97 m)
- Sải cánh: 45 ft 10 in (13,97 m)
- Chiều cao: 11 ft 11 in (3,63 m)
- Diện tích cánh: 295 ft2 (27,4 m²)
- Trọng lượng rỗng: 3.422 lb (1.552 kg)
- Trọng lượng có tải: 4.743 lb (2.151 kg)
- Động cơ: 1 × Rolls-Royce Goshawk II kiểu động cơ V-12, làm mát bằng chất lỏng, 600 hp (448 kW)

 Hiệu suất bay 
- Vận tốc cực đại: 228 mph (198 knot, 367 km/h) trên độ cao 15.000 ft (4.575 m)
- Trần bay: 38.800 ft (11.826 m)
- Lên độ cao 15.000 ft (4.575 m): 9,5 phút

Trang bị vũ khí

- Súng: 4× súng máy Vickers Mk IV 0.303 in (7,7 mm)